# Азербайджан на літніх Олімпійських іграх 2020
Азербайджан на літніх Олімпійських іграх 2020 буде представлений в 13 видах спорту. До складу збірної Азербайджану увійшли 42 спортсмени.

## Спортсмени
| Вид спорту     | Чоловіки | Жінки | Загалом |
| -------------- | -------- | ----- | ------- |
| Легка атлетика | 1        | 1     | 2       |
| Бадмінтон      | 1        | 0     | 1       |
| Бокс           | 5        | 0     | 5       |
| Велоспорт      | 1        | 0     | 1       |
| Фехтування     | 0        | 1     | 1       |
| Гімнастика     | 1        | 7     | 8       |
| Дзюдо          | 7        | 2     | 9       |
| Карате         | 2        | 1     | 3       |
| Стрільба       | 2        | 0     | 2       |
| Плавання       | 1        | 1     | 2       |
| Тхеквондо      | 1        | 1     | 2       |
| Тріатлон       | 1        | 0     | 1       |
| Боротьба       | 5        | 2     | 7       |
| Загалом        | 28       | 16    | 44      |

## Бадмінтон
Спортсменів — 1
| Спортсмени        | Змагання | Груповий етап    | Груповий етап    | Раунд 1/8        | Чвертьфінал      | Півфінал         | Фінал            | Фінал |
| Спортсмени        | Змагання | 1 матч           | 2 матч           | Раунд 1/8        | Чвертьфінал      | Півфінал         | Фінал            | Фінал |
| Спортсмени        | Змагання | Суперник Рахунок | Суперник Рахунок | Суперник Рахунок | Суперник Рахунок | Суперник Рахунок | Суперник Рахунок | Місце |
| ----------------- | -------- | ---------------- | ---------------- | ---------------- | ---------------- | ---------------- | ---------------- | ----- |
| Аде Ріскі Двіхайо | одиночки |                  |                  |                  |                  |                  |                  |       |

## Боротьба
Спортсменів — 7
Вільна боротьба
| Спортсмен      | Категорія | Кваліфікація       | 1/8 фіналу         | Чвертьфінал        | Півфінал           | Фінал              | Фінал |
| Спортсмен      | Категорія | Суперник Результат | Суперник Результат | Суперник Результат | Суперник Результат | Суперник Результат | Місце |
| -------------- | --------- | ------------------ | ------------------ | ------------------ | ------------------ | ------------------ | ----- |
| Гаджі Алієв    | до 65 кг  |                    |                    |                    |                    |                    |       |
| Туран Байрамов | до 74 кг  |                    |                    |                    |                    |                    |       |
| Шаріф Шаріфов  | до 97 кг  |                    |                    |                    |                    |                    |       |

Жіноча боротьба
| Спортсмен     | Категорія | Кваліфікація       | 1/8 фіналу         | Чвертьфінал        | Півфінал           | Фінал              | Фінал |
| Спортсмен     | Категорія | Суперник Результат | Суперник Результат | Суперник Результат | Суперник Результат | Суперник Результат | Місце |
| ------------- | --------- | ------------------ | ------------------ | ------------------ | ------------------ | ------------------ | ----- |
| Марія Стадник | до 50 кг  |                    |                    |                    |                    |                    |       |
| Еліс Манолова | до 68 кг  |                    |                    |                    |                    |                    |       |

Греко-римська боротьба
| Спортсмен      | Категорія | Кваліфікація       | 1/8 фіналу         | Чвертьфінал        | Півфінал           | Фінал              | Фінал |
| Спортсмен      | Категорія | Суперник Результат | Суперник Результат | Суперник Результат | Суперник Результат | Суперник Результат | Місце |
| -------------- | --------- | ------------------ | ------------------ | ------------------ | ------------------ | ------------------ | ----- |
| Рафік Гусейнов | до 77 кг  |                    |                    |                    |                    |                    |       |
| Іслам Аббасов  | до 87 кг  |                    |                    |                    |                    |                    |       |

## Бокс
Спортсменів — 5
Чоловіки
| Спортсмен               | Вагова категорія | Раунд 1/16         | Раунд 1/8          | Чвертьфінал        | Півфінал           | Фінал              | Фінал |
| Спортсмен               | Вагова категорія | Суперник Результат | Суперник Результат | Суперник Результат | Суперник Результат | Суперник Результат | Місце |
| ----------------------- | ---------------- | ------------------ | ------------------ | ------------------ | ------------------ | ------------------ | ----- |
| Тайфур Алієв            | Напівлегка       |                    |                    |                    |                    |                    |       |
| Джавід Челебієв         | Легка            |                    |                    |                    |                    |                    |       |
| Лоренсо Сотомайор       | Напівсередня     |                    |                    |                    |                    |                    |       |
| Лорен Альфонсо Домінгес | Напівважка       |                    |                    |                    |                    |                    |       |
| Мухаммад Абдуллаєв      | Надважка         |                    |                    |                    |                    |                    |       |

## Велосипедний спорт
Спортсменів — 1

### Шосе
| Спортсмен | Дисципліна    | Час | Місце |
| --------- | ------------- | --- | ----- |
|           | групова гонка |     |       |

## Гімнастичні види спорту

### Спортивна гімнастика
Спортсменів — 2
| Спортсмен    | Змагання           | Кваліфікація  | Кваліфікація | Кваліфікація | Кваліфікація    | Кваліфікація     | Кваліфікація | Кваліфікація | Кваліфікація | Фінал         | Фінал | Фінал  | Фінал           | Фінал            | Фінал       | Фінал   | Фінал |
| Спортсмен    | Змагання           | Вільні вправи | Кінь         | Кільця       | Опорний стрибок | Паралельні бруси | Перекладина  | Загалом      | Місце        | Вільні вправи | Кінь  | Кільця | Опорний стрибок | Паралельні бруси | Перекладина | Загалом | Місце |
| ------------ | ------------------ | ------------- | ------------ | ------------ | --------------- | ---------------- | ------------ | ------------ | ------------ | ------------- | ----- | ------ | --------------- | ---------------- | ----------- | ------- | ----- |
| Іван Тихонов | абсолютна першість |               |              |              |                 |                  |              |              |              |               |       |        |                 |                  |             |         |       |

| Спортсменка      | Змагання           | Кваліфікація  | Кваліфікація | Кваліфікація      | Кваліфікація    | Кваліфікація | Кваліфікація | Фінал         | Фінал  | Фінал             | Фінал           | Фінал   | Фінал |
| Спортсменка      | Змагання           | Вільні вправи | Колода       | Різновисокі бруси | Опорний стрибок | Загалом      | Місце        | Вільні вправи | Колода | Різновисокі бруси | Опорний стрибок | Загалом | Місце |
| ---------------- | ------------------ | ------------- | ------------ | ----------------- | --------------- | ------------ | ------------ | ------------- | ------ | ----------------- | --------------- | ------- | ----- |
| Марина Некрасова | Абсолютна першість |               |              |                   |                 |              |              |               |        |                   |                 |         |       |

### Художня гімнастика
Спортсменів — 6
Індивідуальні змагання
| Спортсмен       | Півфінал | Півфінал | Півфінал | Півфінал | Півфінал | Півфінал | Фінал | Фінал | Фінал  | Фінал   | Сума очок | Місце |
| Спортсмен       | М'яч     | Обруч    | Булави   | Стрічка  | Сума     | Місце    | М'яч  | Обруч | Булави | Стрічка | Сума очок | Місце |
| --------------- | -------- | -------- | -------- | -------- | -------- | -------- | ----- | ----- | ------ | ------- | --------- | ----- |
| Зохра Агамірова |          |          |          |          |          |          |       |       |        |         |           |       |

Командні змагання
| Склад | Півфінал | Півфінал | Півфінал      | Півфінал      | Півфінал | Півфінал | Фінал | Фінал | Фінал         | Фінал         | Сума очок | Місце |
| Склад | 5 пр.    | 5 пр.    | 2 пр. + 3 пр. | 2 пр. + 3 пр. | Сума     | Місце    | 5 пр. | 5 пр. | 2 пр. + 3 пр. | 2 пр. + 3 пр. | Сума очок | Місце |
| Склад | Очки     | Місце    | Очки          | Місце         | Сума     | Місце    | Очки  | Місце | Очки          | Місце         | Сума очок | Місце |
| ----- | -------- | -------- | ------------- | ------------- | -------- | -------- | ----- | ----- | ------------- | ------------- | --------- | ----- |
|       |          |          |               |               |          |          |       |       |               |               |           |       |

## Дзюдо
Спортсменів — 9
Чоловіки
| Спортсмен        | Дисципліна   | Раунд 1/64         | Раунд 1/32         | Раунд 1/16         | Чвертьфінал        | Втішний поєдинок   | Півфінал           | Фінал              | Фінал |
| Спортсмен        | Дисципліна   | Суперник Результат | Суперник Результат | Суперник Результат | Суперник Результат | Суперник Результат | Суперник Результат | Суперник Результат | Місце |
| ---------------- | ------------ | ------------------ | ------------------ | ------------------ | ------------------ | ------------------ | ------------------ | ------------------ | ----- |
| Карамат Гусейнов | до 60 кг     |                    |                    |                    |                    |                    |                    |                    |       |
| Орхан Сафаров    | до 66 кг     |                    |                    |                    |                    |                    |                    |                    |       |
| Рустам Оруджев   | до 73 кг     |                    |                    |                    |                    |                    |                    |                    |       |
| Мурад Фатієв     | до 81 кг     |                    |                    |                    |                    |                    |                    |                    |       |
| Мамедалі Мехдієв | до 90 кг     |                    |                    |                    |                    |                    |                    |                    |       |
| Зелім Коцоєв     | до 100 кг    |                    |                    |                    |                    |                    |                    |                    |       |
| Ушангі Кокаурі   | понад 100 кг |                    |                    |                    |                    |                    |                    |                    |       |

Жінки
| Спортсмен         | Дисципліна  | Раунд 1/64         | Раунд 1/32         | Раунд 1/16         | Чвертьфінал        | Півфінал           | Втішний поєдинок   | Фінал              | Фінал |
| Спортсмен         | Дисципліна  | Суперник Результат | Суперник Результат | Суперник Результат | Суперник Результат | Суперник Результат | Суперник Результат | Суперник Результат | Місце |
| ----------------- | ----------- | ------------------ | ------------------ | ------------------ | ------------------ | ------------------ | ------------------ | ------------------ | ----- |
| Аїша Гурбанлі     | до 48 кг    |                    |                    |                    |                    |                    |                    |                    |       |
| Ірина Кіндзерська | понад 78 кг |                    |                    |                    |                    |                    |                    |                    |       |

## Карате
Спортсменів — 3
| Спортсмен          | Категорія   | Попередній раунд   | Попередній раунд   | Попередній раунд   | Попередній раунд   | Попередній раунд | Півфінал           | Фінал              | Фінал |
| Спортсмен          | Категорія   | Суперник Результат | Суперник Результат | Суперник Результат | Суперник Результат | Місце            | Суперник Результат | Суперник Результат | Місце |
| ------------------ | ----------- | ------------------ | ------------------ | ------------------ | ------------------ | ---------------- | ------------------ | ------------------ | ----- |
| Фирдовсі Фарзалієв | до 67 кг    |                    |                    |                    |                    |                  |                    |                    |       |
| Рафаель Агаєв      | до 75 кг    |                    |                    |                    |                    |                  |                    |                    |       |
| Ірина Зарецька     | понад 61 кг |                    |                    |                    |                    |                  |                    |                    |       |

## Легка атлетика
Спортсменів — 2
Технічні дисципліни
| Спортсмен    | Дисципліна        | Півфінал           | Півфінал | Фінал              | Місце |
| Спортсмен    | Дисципліна        | Результат в метрах | Місце    | Результат в метрах | Місце |
| ------------ | ----------------- | ------------------ | -------- | ------------------ | ----- |
| Назім Бабаєв | потрійний стрибок |                    |          |                    |       |
| Ганна Скидан | метання молота    |                    |          |                    |       |

## Плавання
Спортсменів — 1
| Спортсмен       | Дисципліна            | Попередній заплив | Попередній заплив | Фінал | Фінал |
| Час             | Місце                 | Час               | Місце             |       |       |
| --------------- | --------------------- | ----------------- | ----------------- | ----- | ----- |
| Максим Шемберєв | 400 метрів комплексом |                   |                   |       |       |

## Стрільба
Спортсменів — 1
Чоловіки
| Спортсмен     | Дисципліна                | Кваліфікація | Кваліфікація | Фінал | Фінал |
| Спортсмен     | Дисципліна                | Очки         | Місце        | Очки  | Місце |
| ------------- | ------------------------- | ------------ | ------------ | ----- | ----- |
| Руслан Луньов | швидкісний пістолет, 25 м |              |              |       |       |

## Тріатлон
Спортсменів — 1
| Спортсмен | Дисципліна | Плавання, 1,5 км | Перехід 1 | Велосипед, 40 км | Перехід 2 | Біг, 10 км | Час | Місце |
| --------- | ---------- | ---------------- | --------- | ---------------- | --------- | ---------- | --- | ----- |
|           | чоловіки   |                  |           |                  |           |            |     |       |

## Тхековондо
Спортсменів — 2
| Спортсмен      | Дисципліна | 1/8 фіналу         | Чвертьфінал        | Півфінад           | Втігна сутичка     | Фінал / БМ         | Фінал / БМ |
| Спортсмен      | Дисципліна | Суперник Результат | Суперник Результат | Суперник Результат | Суперник Результат | Суперник Результат | Місце      |
| -------------- | ---------- | ------------------ | ------------------ | ------------------ | ------------------ | ------------------ | ---------- |
| Мілад Беігі    | до 80 кг   |                    |                    |                    |                    |                    |            |
| Фаріда Азізова | до 67 кг   |                    |                    |                    |                    |                    |            |

## Фехтування
Спортсменів — 1
| Спортсмен  | Дисципліна          | Раунд 1/32       | Раунд 1/16       | Чвертьфінал      | Півфінал         | Фінал            | Місце |
| Спортсмен  | Дисципліна          | Суперник Рахунок | Суперник Рахунок | Суперник Рахунок | Суперник Рахунок | Суперник Рахунок | Місце |
| ---------- | ------------------- | ---------------- | ---------------- | ---------------- | ---------------- | ---------------- | ----- |
| Анна Башта | індивідуальна шабля |                  |                  |                  |                  |                  |       |